# Jasło
Jasło (in tedesco Jessel) è una città polacca del distretto di Jasło nel voivodato della Precarpazia.
Ricopre una superficie di 36,65 km² e nel 2011 contava 37 071 abitanti.

## Amministrazione

### Gemellaggi
- Makó
- Trebišov
- Bardejov
- Truskavec'
- Camposampiero
- Praga 10 (dzielnica)
- Hodonin